# Izenzaren
Izenzaren  est un groupe musical chleuh marocain de la région de Souss au Maroc, fondé au début des années 1970 (1972). À travers leurs chansons, les membres du groupe se veulent porte-parole de la culture amazighe chleuhe. En 1976, le groupe se produit pour la première fois à la télévision marocaine, s'ensuit une tournée qui le mènera à Paris sur la scène de l'Olympia un an plus tard et une participation au premier festival de la chanson maghrébine en 1978. Une scission s'est opérée cordialement au sein du groupe vers 1975. Deux groupes Izenzaren voient alors le jour. L'un se fait connaitre sous le nom de Izenzaren Chamkh (Abdelaziz Chamkh, chanteur et l'un des fondateurs du groupe Izenzaren). L'autre s'identifie sous Izenzaren Iggut (ou Abdelhadi) (Abdelhadi Iggut, instrumentaliste et l'un des fondateurs d'Izenzaren).  Aujourd'hui, Izenzaren (aussi bien Chamkh qu'Iggut) continuent de se fréquenter comme des frères et d'animer des festivals et rencontres culturels au Maroc et à l'étranger. Ils partagent toujours le courant Tazenzart sous deux styles distincts.
L'un de ses piliers et fondateurs, le percussionniste Lahcen Boufertal, meurt le 12 juin 2011. Abdelaziz CHAMKH qui fut avec Lahcen Boufertal les premiers initiateurs vers la constitution du groupe Izenzaren meurt à Rabat le 11 avril 2014.
La réussite du groupe est due à son style musical insolite et à la poésie de ses chants qui présentaient déjà à la fin des années 1970 les germes d'une révolution dans le champ de la création poétique berbère moderne.
Le groupe Izenzaren est l'initiateur d'un courant musical nouveau dans le domaine amazigh appelé "tazenzart" en référence au groupe Izenzaren. Devenu leader d'un mouvement musical qui se veut universel, Abdelhadi Iggut est admiré pour son jeu particulier au point d'être considéré comme le roi du banjo au Maroc aux dires de différentes personnalités du champ musical marocain tels qu'Omar Sayed et Allal, membres du fameux groupe Nass El Ghiwane et de Haj Youness, l’un des plus grands ténors du luth des temps modernes, et beaucoup d'autres...

## Histoire du groupe
Dans le champ musical amazigh (berbère), l'expérience du groupe Izenzaren présente des particularités. L'émergence de ce groupe se situe dans le contexte général des mutations sociales au Maroc post-protectoral. L'émigration (exode rural dans la terminologie sociologique marocaine) est devenue un phénomène irréversible. La société rurale s'installe dans le milieu citadin et se confronte à la fois aux processus violents d'intégration et d'assimilation et aux problèmes sociaux résultant de la gestion arbitraire des biens communs par le Makhzen. Cette situation nécessite l'invention de formes nouvelles d'expressions poético-musicales (ou l'adaptation des formes anciennes) pour exprimer à la fois la nostalgie des origines et la colère vis-à-vis de politiques abusives. Aussi, à cette époque, les groupes musicaux anglo-saxons (tels les Beatles) mais aussi marocains (Nass El Ghiwane, Jil Jilala, etc.) imposent leurs rythmes et influencent le développement de groupes de musique dite populaire. Mêlant instruments modernes et traditionnels, ces groupes interprètent des chants, inspirés de la tradition ancestrale ou exprimant les sensibilités actuelles d'une génération issue de la première vague des émigrants ruraux.
Fondé à la fin des années 1960 par un groupe de jeunes issus des familles installées en ville, Izenzaren fait partie des premiers groupes amazighs à moderniser et à radicaliser la chanson amazighe. Après des tribulations sous différents noms, l'année 1974 consacre l'enregistrement de la première cassette. Ainsi s'entame la saison printanière du groupe, caractérisé par des chansons d'amour telles : Wad ittmuddun (voyageur), Wa zzin (Oh ! beauté), etc., de nostalgie et des valeurs traditionnelles : Immi Hnna (Ma gracieuse mère)... avant d'embrasser les thèmes contestataires : ttuzzalt (poignard), ttâbla (plateau), tikhira (la fin du monde), tammurghi (sauterelles)... et ceci au début des années 1980.
La contestation chez Izenzaren se caractérise par la mise en cause des discours dominants :
Iggut lbriH idrus ma isllan igh islH…
Les discours abondent, et pourtant personne n'écoute la raison
et la mise à nu de réalités difficiles :
Nttghwi zund ttghwi tmmurghi gh igenwan ikk d lhif akal…
Nous sommes comme des sauterelles prises entre les cieux et les terres asséchées,
Après 22 ans d'absence, Izenzaren vient de sortir en 2012 un nouvel album intitulé AKAL 'terre'.